# Victor Lagye

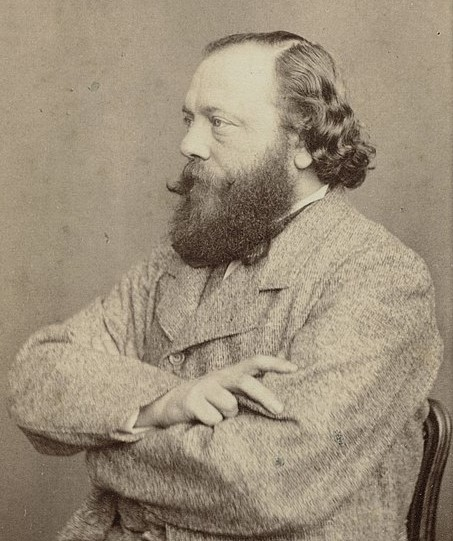
Retrato de Víctor Lagye

Victor Lagye (20 de junio de 1825, en Gante, - 1 de septiembre de 1896, en Amberes) fue un pintor e ilustrador belga conocido sobre todo por sus cuadros de género y sus escenas históricas. Participó en varios programas decorativos encargados por el gobierno belga. En sus últimos años se dedicó a la enseñanza del arte.

## Vida
Victor Lagye estudió en la Academia de Gante, donde uno de sus maestros fue Théodore-Joseph Canneel . Ganó el Premio de Roma en 1843. El premio le permitió viajar a Italia. En ese momento, Italia estaba en crisis. Según algunas fuentes, fue miembro del 'batallón universitario' bajo el mando de Carlos Alberto de Cerdeña y luego actuó como voluntario en el ejército de Garibaldi durante la revuelta en Roma a finales de 1848, que condujo a la fundación de la República romana. Cuando los franceses recuperaron Roma, Lagye escapó para evitar una sentencia de muerte. El artista fue primero a Bruselas en 1849 y en 1850 se trasladó a Amberes.

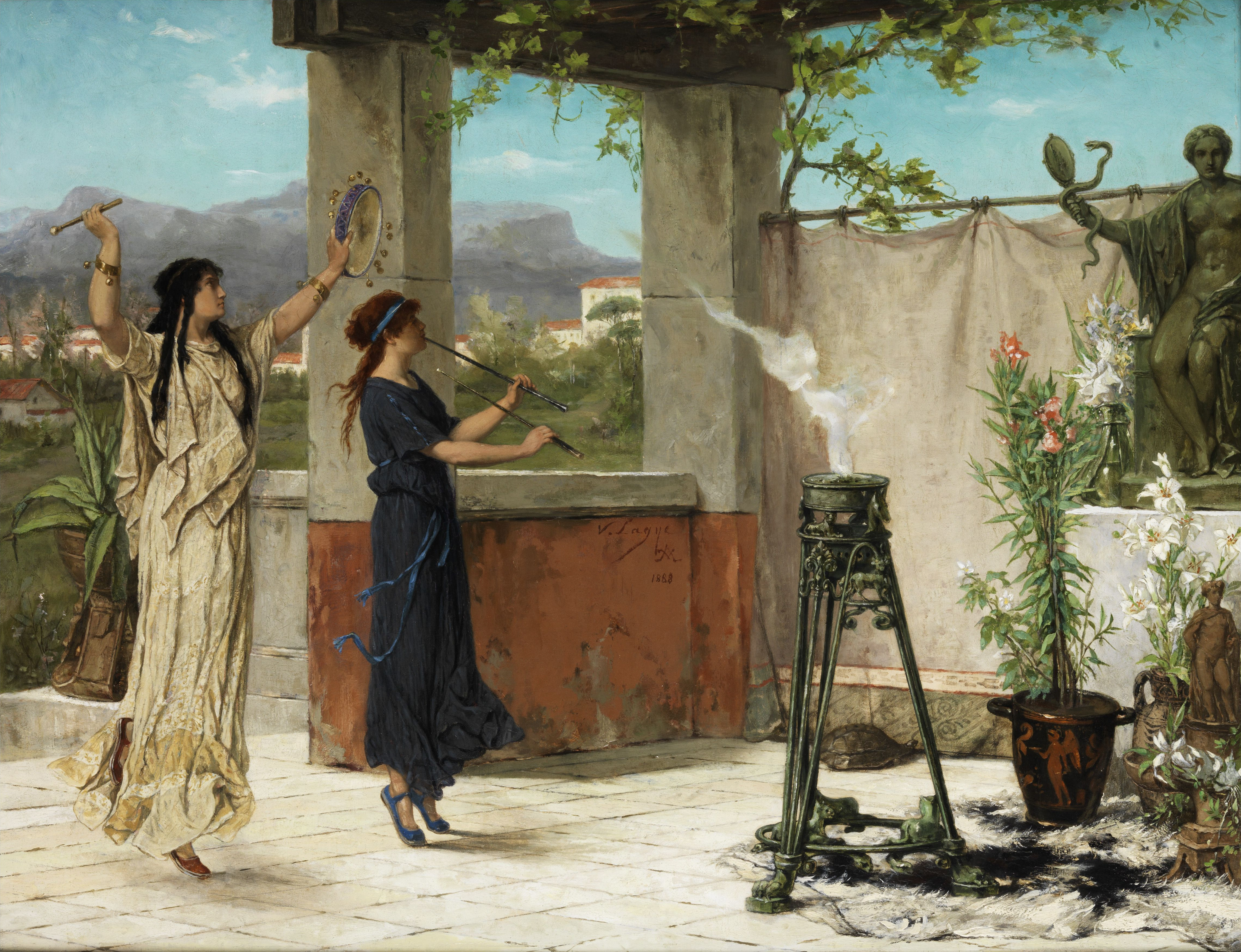
Bailarines en el templo

En Amberes entabló amistad con Jan August Hendrik Leys. Leys era un destacado representante de la escuela histórica o romántica y un pionero del movimiento realista en Bélgica. Leys se había distanciado del patetismo y las anécdotas históricas de la escuela romántica y del estilo influenciado por Rubens de Keyser. En su lugar, Leys había comenzado a pintar escenas ambientadas en el Amberes del siglo XVI, combinando detalles estudiados del natural con un estilo deliberadamente arcaizante que recordaba a la pintura flamenca y alemana de los siglos XV y XVI. Lagye se convirtió en un entusiasta y devoto discípulo de Leys y comenzó a pintar los mismos temas que éste.
Desde mediados de la década de 1850, el gobierno belga comenzó a promover el arte monumental en Bélgica. Proporcionó ayuda financiera a los artistas en varios proyectos. Los artistas Jean Baptiste van Eycken y Jean-François Portaels, ambos alumnos de François-Joseph Navez, fueron los dos artistas que lanzaron el movimiento monumentalista. A continuación, lo retomaron artistas como Jan Swerts y Godfried Guffens, que habían conocido el movimiento en Alemania. El gobierno del joven Estado belga consideraba que la promoción del arte monumental sobre episodios de la historia nacional belga era un medio importante para crear una identidad nacional. El primer ministro belga, Charles Rogier, apoyaba especialmente este movimiento.

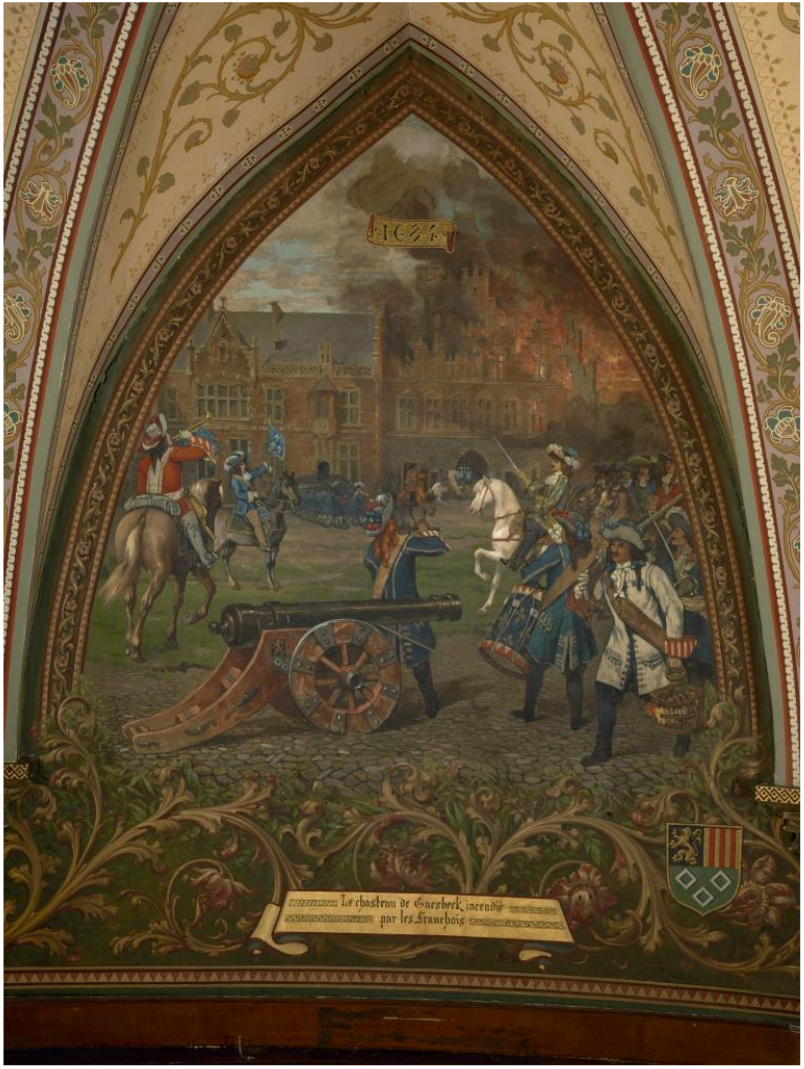
La quema de Gaasbeek por los franceses

Lagye consiguió varios encargos públicos de decoraciones monumentales en iglesias y edificios públicos. También presionó al gobierno belga para obtener fondos para estos proyectos. Hacia 1850 trabajó con Jean-François Portaels en 20 murales en la capilla de los Hermanos de la Doctrina Cristiana de Bruselas. Los artistas utilizaron un nuevo procedimiento, denominado "pintura al agua". La pintura al agua es una técnica de pintura mural, destinada a resistir los efectos de la humedad y la contaminación, que se inventó y popularizó en el siglo XIX. Es una forma de pintura al fresco. En 1855 colaboró con Lucas Victor Schaefels en las decoraciones de la iglesia de San Antonio de Amberes. Los artistas volvieron a utilizar el proceso de pintura al agua. En 1859, Lagye también trabajó en las decoraciones del castillo de Gaasbeek, que representan diversos episodios de la historia belga, como El incendio de Gaasbeek por los franceses.
Lagye trabajó además en proyectos decorativos con motivo de varias celebraciones nacionales. Para las fiestas patrias de 1856 realizó un gran lienzo que representaba la Apoteosis de la Reina para el arco triunfal. Para las celebraciones con motivo del 50 aniversario de la fundación del estado belga, Lagye diseñó las carrozas del desfile en Bruselas junto con Joseph Gerard y Gustaaf den Duyts. 

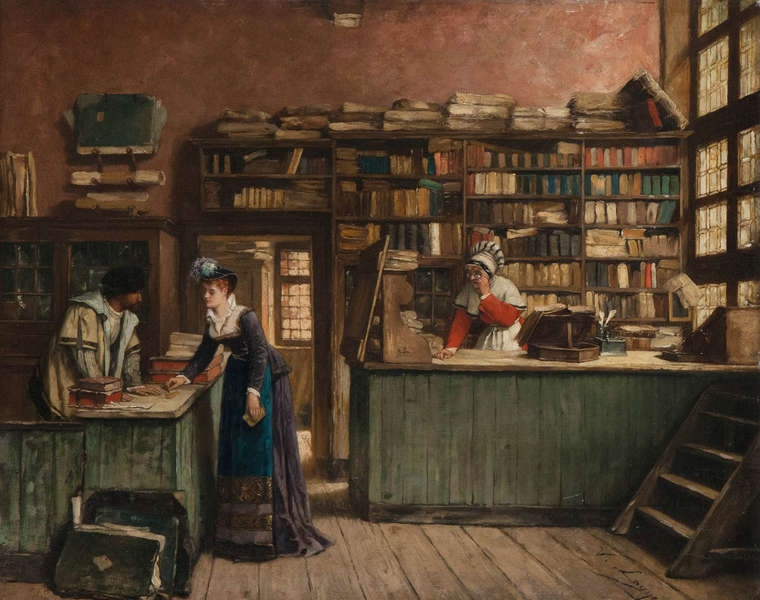
Visitando al abogado

Diseñó las portadas e ilustraciones de varios autores flamencos. También diseñó las ilustraciones de una edición de la Constitución belga publicada en 1852. En esta edición, el texto de la Constitución estaba rodeado de marcos ornamentales. Las disposiciones clave se ilustraron fuera del texto con 12 láminas realizadas a partir de grabados en bloque de madera, que fueron tallados por los grabadores Henri Brown, William Brown, Charles Ligny, E. Vermorcken y Adolphe-Francois Pannemacker. Lagye diseñó las figuras, los marcos, los escudos de armas y los sellos. 
En 1861, el Estado belga llegó a un acuerdo con la dirección (de Kerkfabriek) de la Catedral de San Bavón de Gante. En virtud del acuerdo, la Kerkfabriek vendió el Adán y la Eva del Retablo de Gante de Jan y Hubert van Eyck a los Reales Museos de Bellas Artes de Bélgica y, a cambio, la Kerkfabriek recibió: (1) 50.000 francos belgas por las vidrieras del coro de la catedral; (2) las copias de los paneles laterales pintadas por Michiel Coxie en el siglo XVI, y (3) un estipendio estatal para pagar a un pintor que realizara copias de Adán y Eva adaptadas al buen gusto y las costumbres de la época. Victor Lagye recibió el encargo de pintar las versiones "decentes" de Adán y Eva. Hizo copias con Adán y Eva ya no desnudos como en el original, sino con ropa. Comenzó a trabajar en estos paneles en 1861 y los terminó al año siguiente. Los paneles se fijaron en el Retablo de Gante de la Catedral de San Bavón. En 1921 los paneles se volvieron a desmontar y se sustituyeron por los originales que habían regresado de Alemania tras la Primera Guerra Mundial. Los paneles de Lagye siguen colgados en otro lugar de la catedral de San Bavón.

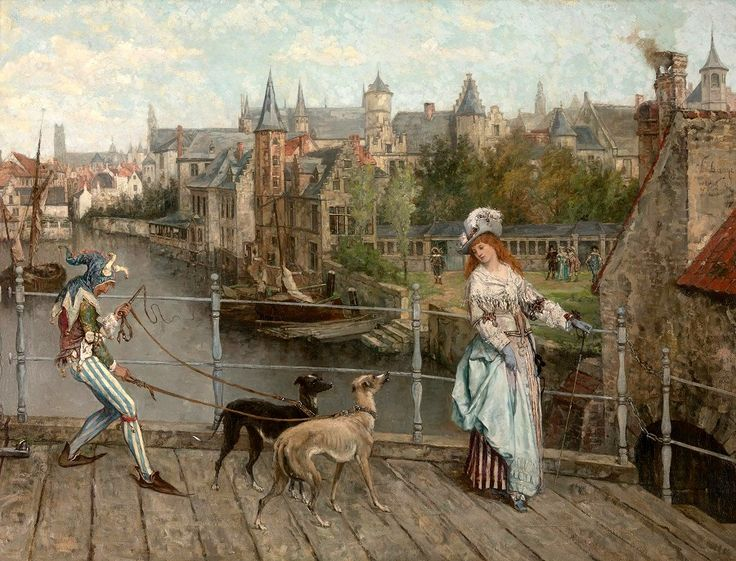
Carnaval en Brujas

Hacia 1890, la ciudad de Amberes encargó a Lagye la decoración del salón de bodas del Ayuntamiento. Lagye creó un ciclo de seis frescos que representan la historia del matrimonio en las regiones belgas: una romana antigua, una cristiana, una bárbara, una medieval, una boda real y una republicana.
Victor Lagye desempeñó un papel en el lanzamiento de la carrera internacional de Lawrence Alma-Tadema cuando le presentó al marchante de arte flamenco Gambart, que estaba activo en Londres. Le dio al cochero de Gambart la dirección equivocada, de modo que Gambart visitó el estudio de Lawrence Alma-Tadema e impresionado por el trabajo que vio allí, Gambart aceptó representar a Lawrence Alma-Tadema
Lagye se convirtió en profesor del Instituto Superior de Bellas Artes de Amberes en 1871 y fue ascendido a director de dicha institución en 1895. Entre sus alumnos se encuentra Albrecht De Vriendt.
Lagye ganó durante su carrera varias distinciones: una Medalla en la Exposición del Centenario en Filadelfia de 1876, Caballero de la Orden de Leopoldo y una medalla de oro en el salón de Bruselas en 1860.
Lagye murió el 1 de septiembre de 1896 en Amberes.

## Obra

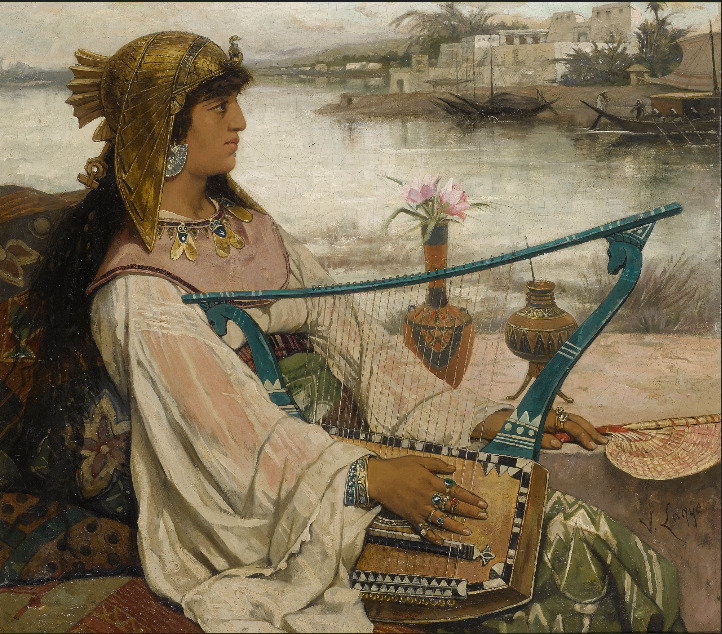
La lira

Victor Lagye fue un pintor cuyo tema principal fueron los retratos y las pinturas de género. Comenzó como un representante típico del estilo tardorromántico desarrollado en Bélgica por los alumnos y profesores de la Academia de Amberes. En particular, la influencia del maestro de Lagye, Henri Leys, siguió siendo primordial en la academia durante toda la segunda mitad del siglo XIX, tanto en el estilo como en la temática. Los profesores de la academia animaban a sus alumnos a estudiar la antigüedad, a dibujar con precisión y a ceñirse a la paleta sobria y sombría típica de la pintura académica del siglo XIX.
Lagye se convirtió en un entusiasta y devoto discípulo de Leys y comenzó a pintar temas similares a los preferidos por Leys y los discípulos de éste, como Eugène Siberdt. Sus temas incluían escenas de género, a menudo de carácter sentimental, ambientadas en los siglos XVI y XVII, como Una doncella dando de comer a las ardillas, historias de la gloriosa historia nacional, como La novia del emperador Carlos V en la cuna de su hijo, e historias del Fausto de Goethe. También representó a menudo a mujeres gitanas. Lagye fue criticado por algunos historiadores del arte por ser un seguidor servil de Leys pero con menos imaginación y habilidad técnica. Al principio utilizó la sobria paleta de colores de Leys. Posteriormente abandonó los temas de Leys en busca de una gama más cálida y moderna, a menudo más atrevida en su presentación.

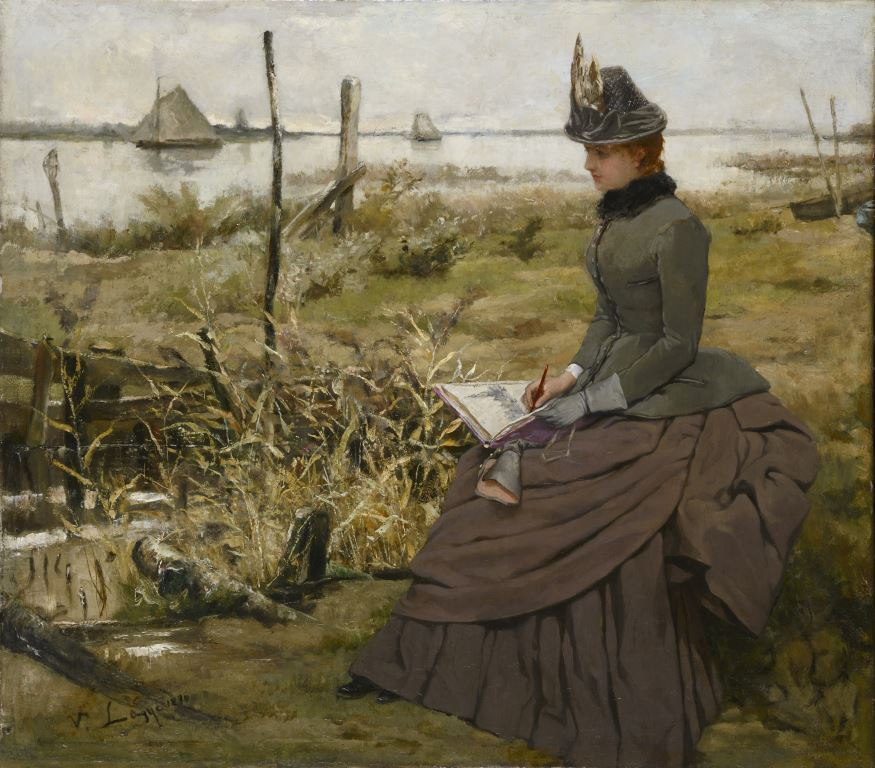
Dibujante a orillas del Escalda

Lagye también pintó algunos retratos de mujeres a la moda como la Mujer joven descansando en un banco del parque (Hôtel de Ventes Horta Bruselas subasta de febrero de 2018 lote 213).
Lagye también coqueteó con el orientalismo y creó varias composiciones que representan escenas del antiguo Egipto, como The lyre (subasta de Sotheby's en Nueva York del 1 de febrero de 2018, lote 863).
Eugène Verboeckhoven completó algunas de sus imágenes.